# آناماریا تمارژان
آناماریا تمارژان (به انگلیسی: Anamaria Tămârjan) ژیمناست زادهٔ ۸ مهٔ ۱۹۹۱ میلادی اهل کشور رومانی است.